# Świstowa Kopa
Świstowa Kopa (1858 m) – kopulaste wzniesienie w północnej grani Opalonego Wierchu w polskich Tatrach Wysokich. Od północnego wierzchołka Opalonego Wierchu oddzielone jest płytkim wcięciem Świstowego Siodła. Jest zwornikiem; na Świstowej Kopie północny grzbiet Opalonego Wierchu rozgałęzia się na dwie odnogi:
- grzbiet północno-wschodni zakończony Roztockim Mnichem. Oddziela Świstówkę Roztocką (po orograficznie prawej stronie) od Żlebu Paryskiego (orograficznie lewa strona),
- grzbiet północny biegnący przez Świstowy Przechód do Świstowej Czuby i tworzący orograficznie prawe obramowanie Żlebu Paryskiego[2].

Obydwie odnogi w górnej części opadają dość łagodnie i są trawiasto-kosówkowe, czym niżej, tym bardziej stają się strome, a wśród kosodrzewiny pojawiają się skały i turniczki. Najniższa ich część opadająca do Doliny Roztoki to pionowe ściany. Sam wierzchołek Świstowej Kopy był dawniej niewielką i trawiastą rówienką wśród kosodrzewiny. Ruch turystyczny jest tutaj jednak dość spory i obecnie jest rozdeptanym przez turystów żwirowiskiem.

## Wypadki
Przez szczyt Świstowej Kopy przechodzi oznaczony kolorem niebieskim szlak turystyczny od schroniska w Dolinie Pięciu Stawów Polskich do Morskiego Oka przez Opalone. Nie dochodzi on do Świstowego Przechodu, lecz prowadzi po jego zachodniej stronie i zachodnim zboczem grani na szczyt Świstowej Kopy i Świstowe Siodło. Dawniej szlak turystyczny poprowadzony był inaczej: przez Świstowy Przechód schodził do trawiastej depresji nad górną częścią Żlebu Paryskiego, nieco powyżej przepaścistego urwiska. Prowadził mocno pochyłym zboczem, na którym do lata zalegał płat zlodzonego śniegu. Często zdarzały się tutaj obsunięcia turystów, którzy spadali z przepaścistej ściany w stronę Doliny Roztoki. W 1956 ścieżkę poprowadzono inaczej; nie dochodzi już do Świstowego Przechodu i prowadzi w górę, po zachodniej stronie grani. Mimo to zdarzają się przejścia nieświadomych niebezpieczeństwa turystów starą ścieżką. Szczególnie niebezpieczne jest to zimą. Do 2003 r. zginęło tutaj łącznie kilkunastu ludzi. W sylwestra 1956 spadło z 300-metrowej ściany 3 narciarzy; dwóch mężczyzn zginęło, kobieta z ciężkimi obrażeniami przeżyła. TOPR został powiadomiony o wypadku przez czwartego narciarza, który nie spadł i powrócił do schroniska PTTK w Dolinie Pięciu Stawów Polskich. Cztery lata później ów narciarz, również w sylwestra, poniósł śmierć w tym samym właśnie miejscu, gdy chciał pokazać swoim kolegom miejsce, z którego spadli towarzysze jego feralnej wyprawy. W 1994 zginęła tutaj 23-letnia turystka niemiecka.
Przejście obecnym, nowym wariantem szlaku turystycznego jest nieco mozolniejsze (ok. 80 m różnicy wysokości) i dłuższe (ok. 15 min), ale znacznie bezpieczniejsze. Przejście starym szlakiem określane jest jako „śmiertelny skrót”. Niewiele jest w Tatrach miejsc równie niebezpiecznych dla turystów. Statystyki wypadków w tym miejscu mówią same za siebie.

## Szlaki turystyczne
Morskie Oko – Opalone – Świstówka Roztocka – Świstowe Siodło – Świstowa Kopa – schronisko w Dolinie Pięciu Stawów. Jest zamknięty od 1 grudnia do 31 maja. Czas przejścia: 2 h, ↓ 1:40 h.